# أليس كوسي
أليس كوسي (من مواليد 12 يناير 1995) هي لاعبة كرة قدم غانية تلعب كلاعبة خط وسط مع منتخب غانا الوطني. تنافست مع منتخب غانا في كأس الأمم الأفريقية للسيدات 2018، حيث لعبت في ثلاث مباريات.

## المسيرة الكروية
بدأت مسيرتها المهنية في غانا في فريق Fabulous Ladies، ثم انتقلت أليس إلى فريق Zouk Mosbeh اللبناني في عام 2017 بعقد لمدة عام واحد. وفي موسمها الوحيد في لبنان، فازت بالدوري والكأس وكأس السوبر، وتوجت هدافة الدوري. عادت أليس إلى Fabulous Ladies في عام 2018 لمدة عام واحد.
في 27 مايو 2019، انتقلت أليس إلى بطل الدوري الأردني نادي شباب الأردن بعقد لمدة عام واحد. فازت بالنسخة الافتتاحية من بطولة اتحاد غرب آسيا للأندية النسائية باعتبارها هدافة البطولة، برصيد تسعة أهداف في أربع مباريات.
في 17 يناير 2020، عادت أليس إلى لبنان، ووقعت مع نادي الصفا في منتصف موسم 2019-2020. وسجلت ثلاثية لصالح ناديها الجديد بعد ثلاثة أيام فقط، ضد نجوم الجنوب في فوز بنتيجة 5-0. أنهت أليس الموسم بتسجيل 13 هدفًا في سبع مباريات، مما ساعد فريقها على احتلال المركز الثاني في الدوري.
انضمت إلى نادي سبارتاك سوبوتيكا الصربي قبل موسم 2021-22، وشاركت في دوري أبطال أوروبا للسيدات.

## الأوسمة
زوق مصبح
- الدوري اللبناني لكرة القدم للسيدات : 2017–18
- كأس لبنان للسيدات : 2017–18
- كأس السوبر للسيدات اللبنانيات : 2018

شباب الاردن
- بطولة اتحاد غرب آسيا للأندية للسيدات : 2019

فردي
- أفضل هدافي بطولة اتحاد غرب آسيا للأندية للسيدات : 2019
- هدافة الدوري اللبناني لكرة القدم للسيدات 2017-2018